# Jock Landale

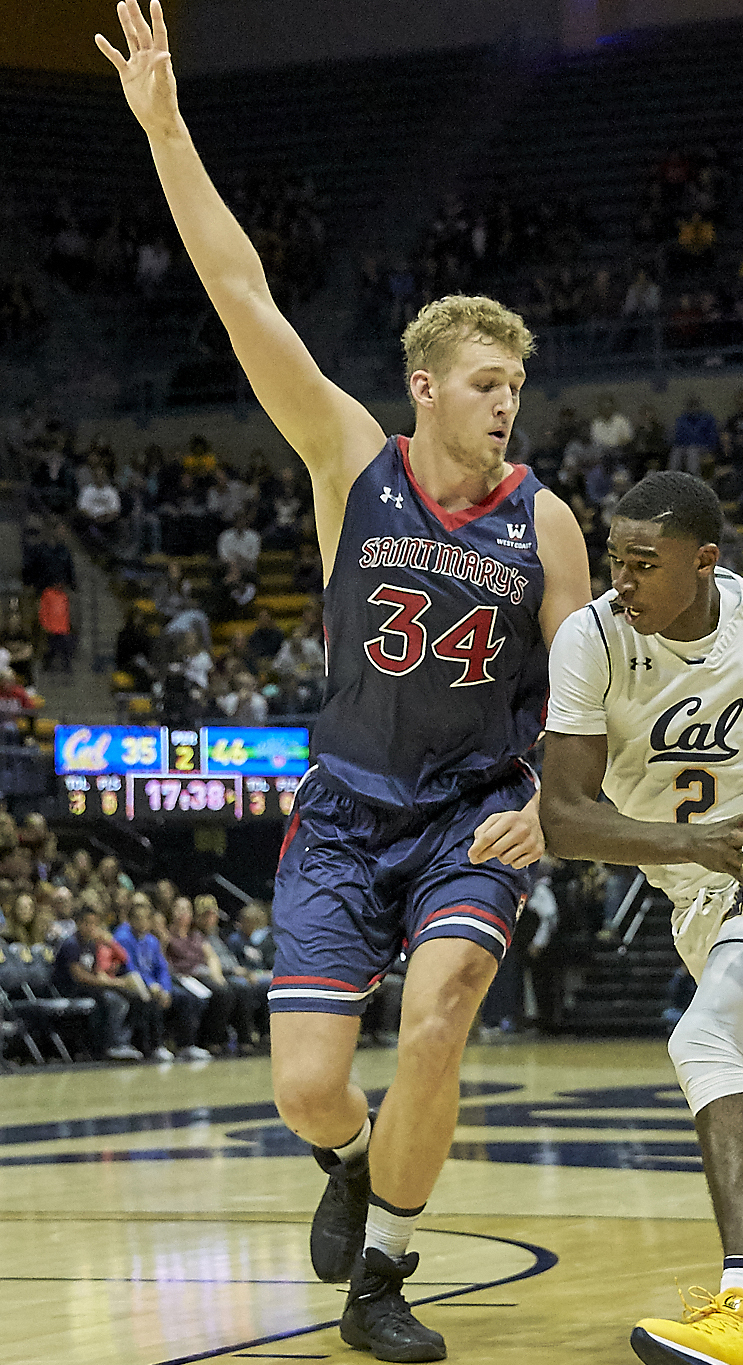
Jock landale em uma partida de basquete

Jock Landale (Melbourne, 25 de outubro de 1995) é um jogador australiano de basquete profissional que atualmente joga pelo Houston Rockets da National Basketball Association (NBA).
Landale frequentou a universidade de Saint Mary's, porém não foi escolhido no draft para a NBA. Contudo, na temporada 2021-2022 da liga, recebeu um contrato do San Antonio Spurs, onde passou uma temporada e teve médias de 4,9 pontos e 2,6 rebotes por jogo.
Na temporada seguinte (2022-2023),o jogador passou a defender o time do Phoenix Suns, time onde obteve médias de 6,6 pontos e 4,1 rebotes
Além disso, Jock Landale conquistou a medalha de bronze nos Jogos Olímpicos de Verão de 2020 com a seleção da Austrália.